# Bauchhöhlenschwangerschaft
Eine Bauchhöhlenschwangerschaft (Peritonealgravidität oder Abdominalgravidität) ist eine seltene Form einer Extrauteringravidität. Nur etwa 1 % aller Schwangerschaften, die sich nicht innerhalb der Gebärmutter entwickeln, betreffen Lokalisationen außerhalb des Eileiters. Neben der Bauchhöhle ist in diesen Fällen noch der Eierstock selbst zu nennen. Die Blastozyste – eines der ersten Entwicklungsstadien der Embryogenese – kann sich dabei sowohl an das parietale wie das viszerale Peritoneum anheften.
Da bei einer Abdominalschwangerschaft im Gegensatz zur Eileiterschwangerschaft die Raumbegrenzung keine wesentliche Rolle spielt, sind hier Warnsymptome sehr unterschiedlich ausgeprägt und damit uncharakteristisch. Wohl stirbt auch hier die Frucht in den allermeisten Fällen in unterschiedlichen Stadien der Entwicklung ab, allerdings gibt es auch Fallberichte über ausgetragene Bauchhöhlenschwangerschaften, die mittels Kaiserschnitt entbunden wurden.
Nachdem die Frühsymptome in aller Regel denen der Frühschwangerschaft entsprechen, wird durch die in den letzten Jahren verbesserten Diagnosemöglichkeiten heutzutage auch eine Bauchhöhlenschwangerschaft schneller erkannt. Da das Sterberisiko für die Schwangere größer ist als die Überlebenswahrscheinlichkeit der Frucht, wird eine Bauchhöhlenschwangerschaft ebenso wie die übrigen Formen der Extrauteringravidität oft entweder chirurgisch (laparoskopisch, seltener offen chirurgisch) oder medikamentös (Methotrexat) beendet.
Falls die Patientin, wie es gelegentlich vorkommt, auf das Austragen besteht, ist eine umgehende stationäre Aufnahme bis zur Geburt unbedingt vonnöten, um plötzlich auftretende Blutungen kürzestmöglich zu behandeln. Spätestens in der 32. bis 34. Schwangerschaftswoche ist dann die Schwangerschaft mittels Laparotomie zu beenden. Die eigentliche operative Herausforderung stellt die Entfernung der Plazenta dar, die oft breitflächig mit dem Retroperitoneum verwachsen ist und bis fingerdicke Gefäße aufweist. Wenn keine sehr hohe operative Kompetenz durch onkologische Operationen vorhanden ist, stellt die Belassung der Nachgeburt im Mutterleib eine Alternative dar, die höhere Überlebensquoten mit sich bringt.